# Lobaegis fuliginosa
Lobaegis fuliginosa là một loài tò vò trong họ Ichneumonidae.